# Black Creek (town, Wisconsin)
 (août 2020).
Pour les articles homonymes, voir Black Creek (homonymie).
Black Creek est une ville américaine située dans le comté d'Outagamie dans l’État du Wisconsin.

## Traduction
- (en) Cet article est partiellement ou en totalité issu de l’article de Wikipédia en anglais intitulé « Black Creek (town), Wisconsin » (voir la liste des auteurs).